# Coelorhyncidia trifidalis
Coelorhyncidia trifidalis là một loài bướm đêm trong họ Crambidae.